# Quaregna Cerreto
Quaregna Cerreto  (Quaregna e Sciarèj in piemontese) è un comune italiano sparso di 2 022 abitanti della provincia di Biella in Piemonte.

## Storia
Il comune di Quaregna Cerreto è stato istituito il 1º gennaio 2019 in seguito alla fusione dei comuni di Cerreto Castello e di Quaregna, che ne è il capoluogo.

### Simboli
Lo stemma e il gonfalone sono stati concessi con decreto del presidente della Repubblica del 25 gennaio 2021.
Stemma
(D.P.R. 25/01/2021)
Gonfalone
(D.P.R. 25/01/2021)

## Geografia antropica
I centri abitati dei due comuni soppressi, pur restando distinti, costituiscono un unico centro urbano.

## Società

### Evoluzione demografica
Abitanti censiti

## Amministrazione
Di seguito è presentata una tabella relativa alle amministrazioni che si sono succedute in questo comune.
| Periodo         | Periodo        | Primo cittadino     | Partito                                                      | Carica      | Note   |
| --------------- | -------------- | ------------------- | ------------------------------------------------------------ | ----------- | ------ |
| 1º gennaio 2019 | 25 maggio 2019 | Gianmaria Meneghini |                                                              | Comm. pref. | [ 10 ] |
| 27 maggio 2019  | 10 giugno 2024 | Katia Giordani      | Lista civica di Quaregna Cerreto Per i diritti del cittadino | Sindaco     | [ 11 ] |
| 10 giugno 2024  | in carica      | Katia Giordani      | Lista civica di Quaregna Cerreto Per i diritti del cittadino | Sindaco     | [ 12 ] |